# Michael Ensign
Michael Ensign (Safford, 13 febbraio 1944) è un attore statunitense.

## Filmografia parziale

### Cinema
- Fuga di mezzanotte (Midnight Express), regia di Alan Parker (1978)
- Pink Floyd The Wall (Pink Floyd – The Wall), regia di Alan Parker (1982)
- Condannato a morte per mancanza di indizi (The Star Chamber), regia di Peter Hyams (1983)
- Wargames - Giochi di guerra (WarGames), regia di John Badham (1983)
- Ghostbusters - Acchiappafantasmi (Ghostbusters), regia di Ivan Reitman (1984)
- Chi è sepolto in quella casa? (House), regia di Steve Miner (1986)
- License to Drive - Licenza di guida (License to Drive), regia di Greg Beeman (1988)
- Nata ieri (Born Yesterday), regia di Luis Mandoki (1993)
- Miss Magic (Rough Magic), regia di Clare Peploe (1995)
- Titanic, regia di James Cameron (1997)
- Abbasso l'amore (Down with Love), regia di Peyton Reed (2003)
- La febbre della prateria (Prairie Fever), regia di Stephen Bridgewater (2008)
- The Five-Year Engagement, regia di Nicholas Stoller (2012)

### Televisione
- Star Trek: The Next Generation – serie TV, episodio 4x15 (1991)
- Star Trek: Voyager – serie TV, episodio 3x05 (1996)
- Friends – serie TV, 2 episodi (1998-1999)
- X-Files (The X-Files) – serie TV, 2 episodi (1999)
- Boston Legal – serie TV, 10 episodi (2004-2008)
- Alias – serie TV, 1 episodio (2005)
- Hannah Montana – serie TV, 1 episodio (2011)

## Doppiatori italiani
Nelle versioni in italiano delle opere in cui ha recitato, Michael Ensign è stato doppiato da:
- Rodolfo Traversa in Fuga di mezzanotte, Ghostbusters - Acchiappafantasmi
- Domenico Crescentini in License to Drive - Licenza di guida, Alias
- Dario Penne in Friends, Star Trek: Enterprise
- Raffaele Uzzi in Wargames - Giochi di guerra
- Gianfranco Bellini in Star Trek: The Next Generation
- Giorgio Lopez in Nata ieri
- Mino Caprio in Star Trek: Voyager
- Gabriele Carrara in La tata
- Luciano Roffi in X-Files
- Dario De Grassi in Detective Monk
- Dante Biagioni in CSI - Scena del crimine
- Sergio Matteucci in Abbasso l'amore
- Pietro Biondi in Boston Legal